# Dân Chủ (phường)
Dân Chủ là một phường thuộc thành phố Hòa Bình, tỉnh Hòa Bình, Việt Nam.

## Địa lý
Phường Dân Chủ nằm ở phía nam thành phố Hòa Bình, có vị trí địa lý:
- Phía đông giáp xã Độc Lập
- Phía tây giáp phường Phương Lâm và phường Thái Bình
- Phía nam giáp huyện Kim Bôi và phường Thống Nhất
- Phía bắc giáp phường Quỳnh Lâm.

Phường Dân Chủ có diện tích 8,97 km², dân số năm 2018 là 8.217 người, mật độ dân số đạt 916 người/km².

## Lịch sử
Trước đây, Dân Chủ là một xã thuộc huyện Kỳ Sơn, tỉnh Hòa Bình, được thành lập vào tháng 6 năm 1955 trên cơ sở một phần diện tích và dân số của xã Quỳnh Lâm cũ.
Ngày 22 tháng 1 năm 1957, xóm Ngòi và xóm Sủ Bến thuộc xã Dân Chủ được sáp nhập vào xã Sủ Ngòi mới thành lập.
Ngày 24 tháng 4 năm 1988, xã Dân Chủ được chuyển về thị xã Hòa Bình quản lý.
Ngày 17 tháng 12 năm 2019, Ủy ban Thường vụ Quốc hội ban hành Nghị quyết số 830/NQ-UBTVQH14 về việc sắp xếp các đơn vị hành chính cấp huyện, cấp xã thuộc tỉnh Hòa Bình (nghị quyết có hiệu lực từ ngày 1 tháng 1 năm 2020). Theo đó, thành lập phường Dân Chủ trên cở sáp nhập 1,17 km² diện tích tự nhiên, 4.141 người của khu vực Mát thuộc phường Chăm Mát vừa giải thể với toàn bộ 7,80 km² diện tích tự nhiên, 4.076 người của xã Dân Chủ.
Sau khi thành lập, phường Dân Chủ có 8,97 km² diện tích tự nhiên, dân số là 8.217 người.